# Leemputten (Noord-Brabant)
De Leemputten of Leemkuilen is een natuurgebied van 86 ha in bezit van de Stichting Brabants Landschap in het Nederlandse dorp 
Biezenmortel.
Het park is gelegen tussen N65 afslag Biezenmortel en de Spoorlijn Tilburg - Nijmegen ten zuidoosten van Udenhout. 
De leemkuilen zijn ontstaan door het graven van leem voor de baksteenfabricage. De baksteenfabriek is in 1890 gesticht. De kleinere plassen zijn met de hand gegraven en van elkaar gescheiden door dammen. In 1967 werd het terrein door Brabants Landschap aangekocht en in overleg hiermee heeft de steenfabriek ook daarna nog leem gewonnen. Van 1970-1997 is er echter ook op grootschalige wijze zand gewonnen, waardoor diepe gaten zijn ontstaan, zoals Brabandshoek. Zandwinning vindt nog plaats tot 2010 in de plas Heidekreiten. Het terrein van de steenfabriek is ondertussen eveneens verworven door Brabants Landschap en deze fabriek wordt gesloopt.
Inmiddels hebben de plassen zich ontwikkeld tot een water- en moerasgebied. Hoewel het daar niet direct bij aansluit vormt het gebied samen met de Loonse en Drunense Duinen een Natura 2000 gebied, vooral wegens het voorkomen van de kamsalamander en de drijvende waterweegbree. Ook moeraswolfsklauw, pilvaren, teer vederkruid en moeraswederik komen daar voor. Ook de boomkikker en de vinpootsalamander zijn er te vinden.
Vogels in het gebied zijn: aalscholver, oeverzwaluw, kleine plevier, oeverloper en groenpootruiter.
Het gebied is moeilijk toegankelijk, maar er is wel een vogelkijkscherm gebouwd.

## Externe link

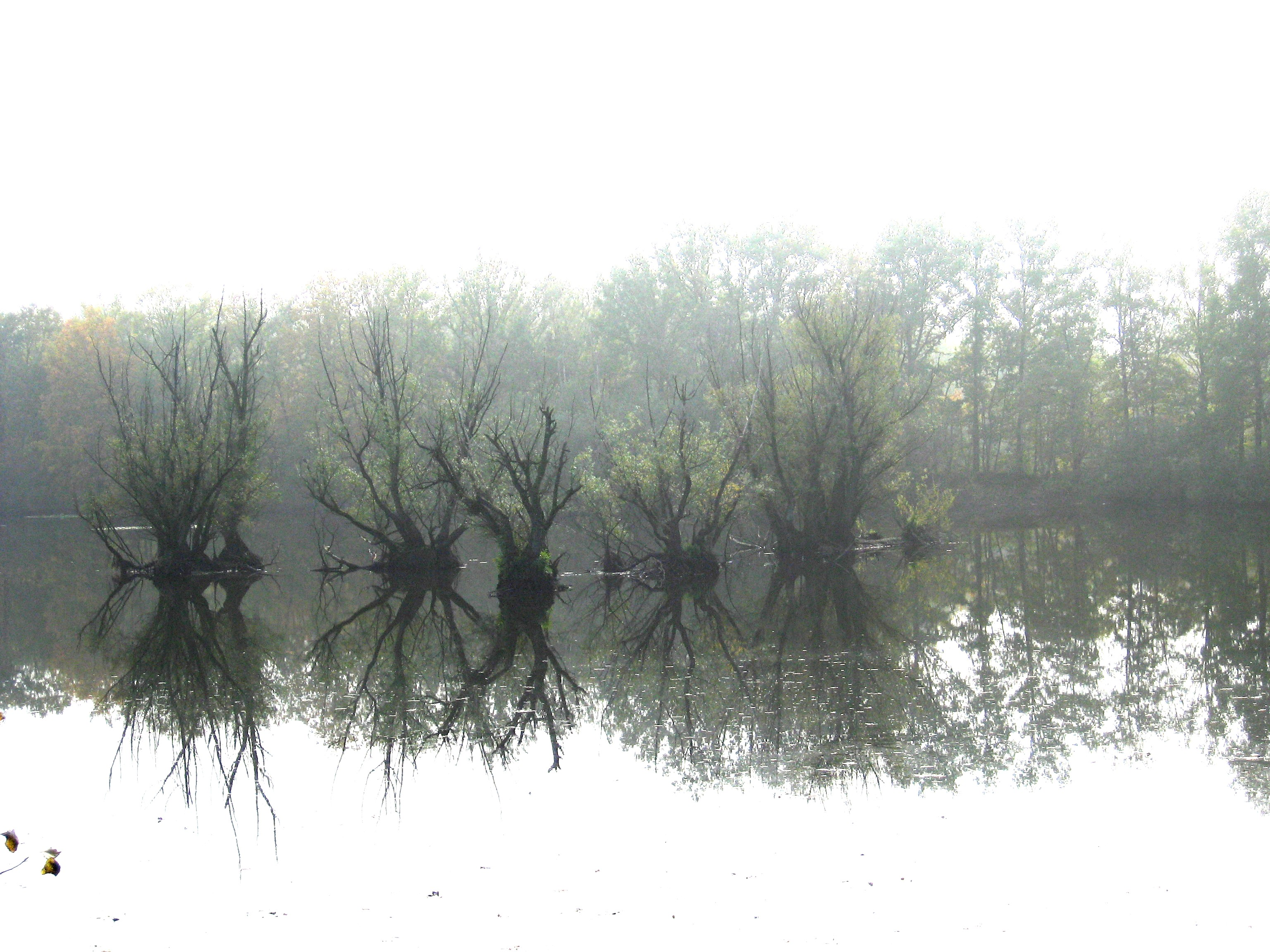
Wilgen in het ven